# Tito Schipa
Raffaele Attilio Amedeo Schipa, detto Tito (Lecce, 27 dicembre 1888 – New York, 16 dicembre 1965), è stato un tenore e attore italiano considerato il maggior tenore di grazia della storia dell'opera e definito "L'usignolo di Lecce".

## Biografia
Figlio di Luigi e Antonia Vallone, nacque a Lecce in una famiglia arbëreshë negli ultimi giorni del 1888; venne tuttavia registrato all'anagrafe il 2 gennaio 1889, un ritardo finalizzato a posticipare di un anno la leva militare.
Il suo talento vocale fu subito notato dal maestro elementare Giovanni Albani. Nel 1902, con l'arrivo da Napoli del vescovo Gennaro Trama, il ragazzo, già soprannominato "Titu" (piccoletto), entrò in seminario, dove ebbe modo di studiare anche composizione. Dopo l'adolescenza, su consiglio del suo maestro di canto, Alceste Gerunda, Tito si recò a Milano per terminare gli studi insieme a Emilio Piccoli. Il 4 febbraio 1909 fece il suo debutto a Vercelli nella Traviata.
Dopo una lunga routine di formazione nella compagnia operistica di Giuseppe Borboni, trionfò a Napoli nella stagione del 1914 diretta da Leopoldo Mugnone, dove con una Tosca leggendaria il nome d'arte "Tito Schipa" si impose definitivamente alle cronache artistiche e mondane.
Parlerà correntemente quattro lingue e ne canterà undici compreso l'aborigeno australiano più, come ripeteva, il napoletano.

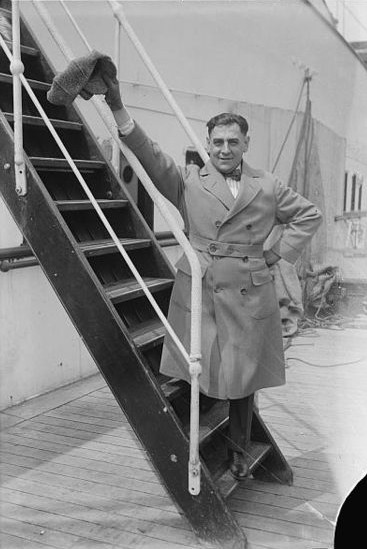
Tito Schipa

Con una Manon del 14 gennaio 1918 al Real di Madrid anche il primo trionfo all'estero fu assicurato.
Nel 1919 approdò negli Stati Uniti, invitato dal soprano scozzese Mary Garden e dall'impresario Cleofonte Campanini, che insieme gestivano la Civic Opera House di Chicago. Qui sposò la soubrette francese Antoinette Michel d'Ogoy, conosciuta a Montecarlo il 27 marzo 1917 in occasione della prima esecuzione assoluta de La rondine di Giacomo Puccini, dove interpretò il personaggio di Ruggero. Da lei avrà due figlie, Elena (1922-2003) e Liana (1929-1979).
Il 18 luglio 1919 fu iniziato in Massoneria. nella Loggia Espartana di Buenos Aires.
Il 4 dicembre 1919 Schipa debuttò trionfalmente a Chicago con Rigoletto sotto la direzione di Gino Marinuzzi. Fu un trionfo e l'inizio di una permanenza negli Stati Uniti durata oltre quindici anni concessi al pubblico statunitense, curioso di misurare la sua grandezza con quella dell'indimenticabile Caruso.
Nell'ottobre del 1932 lasciò Chicago, prendendo il posto di Beniamino Gigli al Metropolitan Opera di New York. Nel 1935 prese parte a Werther a San Francisco. Ma gli effetti della Grande depressione, l'irreparabile crisi con la moglie e la nostalgia per la patria, mai dimenticata, riportarono Schipa in Italia.
Nel 1937 acquistò Villa Raisina a Solignano di Castelvetro (Mo) per soggiornarvi nei periodi liberi dagli impegni artistici.
Alle molte recite nei teatri italiani, si accompagnò una carriera cinematografica che, iniziata a Hollywood con alcuni cortometraggi musicali per la Warner Bros., fece di Schipa il divo del Cinema dei telefoni bianchi.
Fu vicino al regime fascista, soprattutto per l'antica amicizia personale con Achille Starace, suo conterraneo. L'America del pre-maccartismo lo dichiarò indesiderato, e lo stesso fece l'Italia del Teatro alla Scala appena restaurato e riaperto.

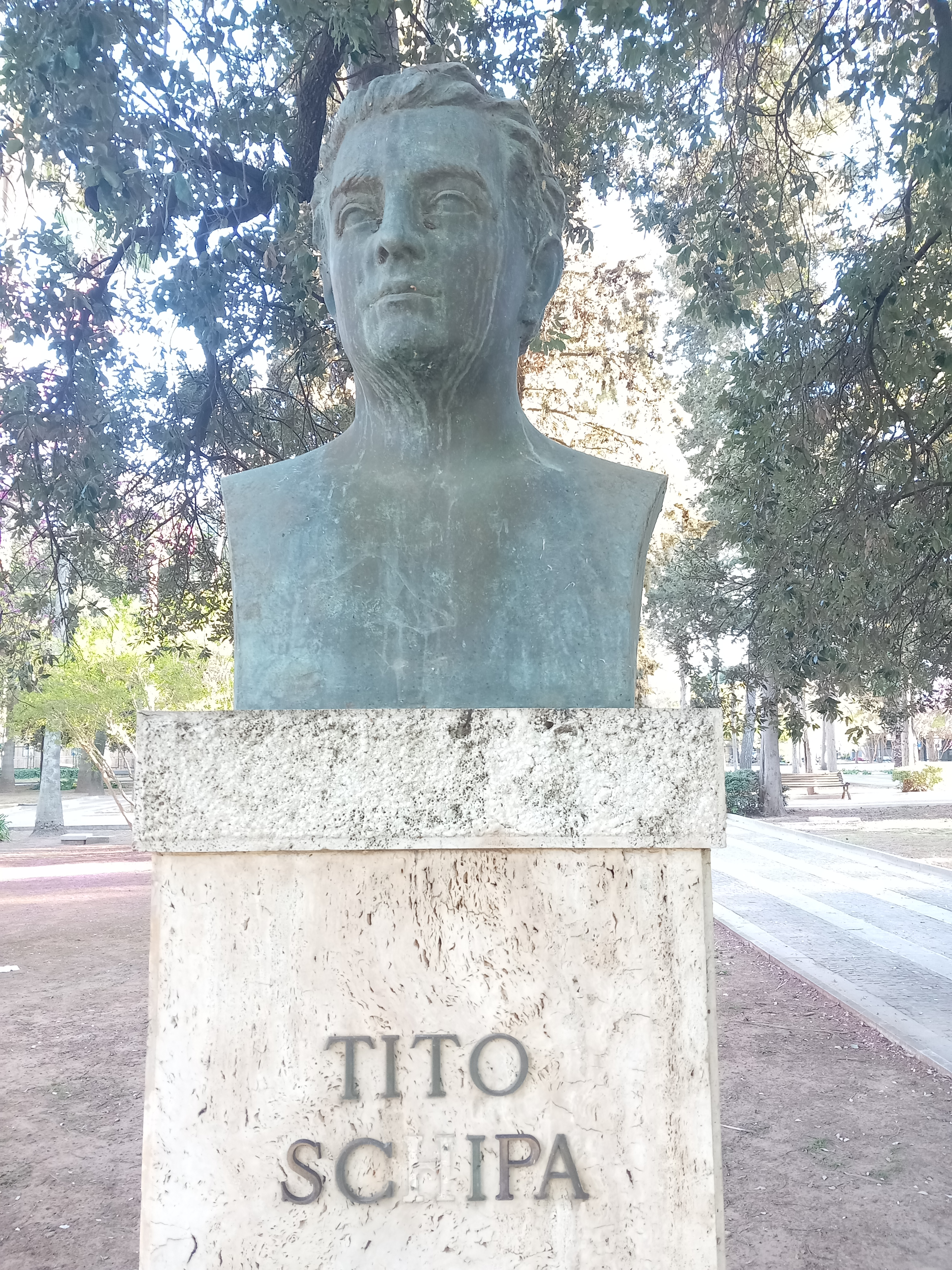
Busto di Schipa nei giardini Garibaldi a Lecce

Continuava intanto l'attività teatrale e quella cinematografica, recitando (1936) nel film di Guido Brignone Vivere!. Nel film interpretò la canzone Vivere (scritta da Cesare Andrea Bixio) che ebbe un successo internazionale. Durante le riprese si innamorò della coprotagonista Caterina Boratto e grazie all'ottimo successo di pubblico, l'anno successivo la coppia Schipa-Boratto fu nuovamente diretta dal regista Brignone in Chi è più felice di me!.
Nel 1944 si trasferì a Solignano in maniera pressoché definitiva, con la nuova compagna Teresa Jolanda Borgna, in arte Diana Prandi. Il 29 agosto 1945 tenne, nell'ampio parco della sua villa, un memorabile concerto dedicato a tutti i solignanesi. Sempre nel 1945, divenne presidente onorario del Corpo Bandistico A.Parmiggiani di Solignano di Castelvetro per poi abbandonare la carica nel 1947 quando, per i nuovi impegni di lavoro, lasciò definitivamente il territorio modenese.
Sposò l'attrice Diana Prandi, conosciuta sul set di Rosalba (1944) che nel 1946 gli dette un figlio, Tito Jr.. 

Tito Schipa nel 1955

Dopo una carriera lunga quasi mezzo secolo, negli anni cinquanta Schipa cominciò ad apparire sulle scene sempre più di rado. Il 14 aprile 1955 dette l'addio al palcoscenico con l'Elisir d'amore al Teatro Petruzzelli di Bari, a cui faranno seguito le tournée in Unione Sovietica, nella Repubblica popolare ungherese e negli Stati Uniti.
Accusato stavolta di filocomunismo, vittima di gravi traversie economiche e coinvolto in manovre poco chiare di alcuni suoi manager e collaboratori, fu costretto a tornare negli Stati Uniti, dove venne accolto, ancora una volta, con entusiasmo.
Tito Schipa morì a New York nel 1965 per un collasso cardiocircolatorio, complicazione del diabete di cui soffriva dagli anni quaranta; la sua Lecce, mai dimenticata, per la quale egli sognava di istituire un Festival musicale, lo accolse per l'ultimo viaggio.
La sua tomba (su cui sono collocati uno spartito musicale ed un usignolo, in ferro battuto) si trova nel cimitero monumentale di Lecce, accanto alla chiesa dei Santi Niccolò e Cataldo.
Come compositore scrisse romanze e canzoni di musica leggera in napoletano, in leccese (Quandu te llai la facce la matina, ecc.), in spagnolo, tanghi argentini, un'Ave Maria, una Messa a 3 voci per S. Oronzo, una a 4 voci, un Coro a 4 voci, Hosanna, e l'operetta Principessa Liana (1929) dedicata alla figlia.

## Intitolazioni
Nel 1965, sotto la direzione di Nino Farì, la Banda di Lecce cambiò nome in Banda Città di Lecce «Tito Schipa», onorificenza mantenuta sino al 2020.
Grazie ai soldi da lui raccolti in numerosi concerti in tutto il mondo finanziò la costruzione a Lecce del Liceo Musicale a lui intitolato, ora Conservatorio "Tito Schipa". A Lecce un Premio Internazionale a lui intitolato premia cantanti lirici esordienti.
Nel 2018, in piazza Sant'Oronzo a Lecce, a mezzogiorno, invece dei soliti rintocchi delle campane, veniva fatta risuonare nell'aria una sua canzone.
A Gallipoli si trova lo storico teatro "Tito Schipa", sito nel corso centrale della città.

## Repertorio operistico
| Ruolo                     | Titolo                  | Autore           |
| ------------------------- | ----------------------- | ---------------- |
| Fra Diavolo               | Fra Diavolo             | Auber            |
| Elvino                    | La sonnambula           | Bellini          |
| Faust                     | Mefistofele             | Boito            |
| Vladimir Igorevič         | Il principe Igor'       | Borodin          |
| Federico                  | L'Arlesiana             | Cilea            |
| Maurizio di Sassonia      | Adriana Lecouvreur      | Cilea            |
| Paolino                   | Il matrimonio segreto   | Cimarosa         |
| Gérard                    | Lakmé                   | Delibes          |
| Nemorino                  | L'elisir d'amore        | Donizetti        |
| Sir Edgardo di Ravenswood | Lucia di Lammermoor     | Donizetti        |
| Carlo                     | Linda di Chamounix      | Donizetti        |
| Ernesto                   | Don Pasquale            | Donizetti        |
| Fernando                  | La favorita             | Donizetti        |
| Lionello                  | Martha                  | Flotow           |
| Andréa Chenier            | Andréa Chenier          | Giordano         |
| Loris                     | Fedora                  | Giordano         |
| Giorgio                   | Marcella                | Giordano         |
| Faust                     | Faust                   | Gounod           |
| Romeo Montecchi           | Romeo e Giulietta       | Gounod           |
| Beppe                     | Pagliacci               | Leoncavallo      |
| Milio                     | Zazà                    | Leoncavallo      |
| Turiddu                   | Cavalleria rusticana    | Mascagni         |
| Fritz Kobus               | L'amico Fritz           | Mascagni         |
| Flammen                   | Lodoletta               | Mascagni         |
| Cavaliere Des Grieux      | Manon                   | Massenet         |
| Werther                   | Werther                 | Massenet         |
| Don Ottavio               | Don Giovanni            | Mozart           |
| Tamino                    | Il flauto magico        | Mozart           |
| Rodolfo                   | La bohème               | Puccini          |
| Mario Cavaradossi         | Tosca                   | Puccini          |
| B.F. Pinkerton            | Madama Butterfly        | Puccini          |
| Ruggero                   | La rondine              | Puccini          |
| Sadko                     | Sadko                   | Rimskij-Korsakov |
| Conte d'Almaviva          | Il barbiere di Siviglia | Rossini          |
| Wilhelm Meister           | Mignon                  | Thomas           |
| Rodolfo                   | Luisa Miller            | Verdi            |
| Il Duca di Mantova        | Rigoletto               | Verdi            |
| Alfredo Germont           | La traviata             | Verdi            |
| Fenton                    | Falstaff                | Verdi            |
| Florindo                  | Le donne curiose        | Wolf-Ferrari     |